# Kalandaré
Kalandaré, en grec moderne : Καλανδαρέ, est un village du dème de Mylopótamos, en Crète, en Grèce. Selon le recensement de 2011, la population de Kalandaré compte 16 habitants. Il est situé à 35 km de Pérama.